# Jean Lemonnier (homme politique)
Pour les articles homonymes, voir Jean Lemonnier.
Jean Lemonnier, né le 13 juin 1815 à Rouen (Seine-Inférieure) et mort le 8 avril 1885 à Falaise (Calvados), est un homme politique français.

## Biographie
Ouvrier tourneur, il est blessé au pied et reste handicapé. Théoricien socialiste, il est député du Calvados de 1848 à 1849, siégeant au groupe d'extrême gauche de la Montagne.

## Source
- « Jean Lemonnier (homme politique) », dans Adolphe Robert et Gaston Cougny, Dictionnaire des parlementaires français, Edgar Bourloton, 1889-1891 [détail de l’édition]